# Seznam poslanců Moravského zemského sněmu (1870–1871)
Toto je seznam poslanců Moravského zemského sněmu ve volebním období 1870–1871.
| Jméno                               | Kurie               | Volební obvod                                       | Strana                   | Poznámka                    |
| ----------------------------------- | ------------------- | --------------------------------------------------- | ------------------------ | --------------------------- |
| Abendroth Josef                     | měst                | Hranice, Lipník, Kelč                               |                          |                             |
| Aulich Robert                       | měst                | Uherské Hradiště, Ostroh, Bzenec, Veselí            |                          |                             |
| Auspitz Josef                       | měst                | Šternberk                                           |                          |                             |
| Belcredi Egbert                     | venkovských obcí    | Hranice, Libavá, Lipník, Dvorce                     | konz. velkostatkář       |                             |
| Belrupt-Tissac Jindřich             | velkostatkářská     | II. sbor                                            |                          |                             |
| Benesch August                      | měst                | Kroměříž                                            |                          |                             |
| Berger Jan                          | venkovských obcí    | Uherský Brod, Valašské Klobouky, Vizovice           |                          |                             |
| Bochner Theodor                     | měst                | Brno (IV. okres)                                    |                          |                             |
| Budík Václav                        | měst                | Kyjov, Vyškov, Strážnice                            |                          |                             |
| Demel Jan Rudolf                    | venkovských obcí    | Olomouc, Prostějov, Plumlov                         |                          |                             |
| Dubský z Třebomyslic Adolf          | velkostatkářská     | II. sbor                                            |                          |                             |
| Dvořák Jindřich                     | venkovských obcí    | Brno, Tišnov, Ivančice                              |                          |                             |
| Eichhoff Josef von                  | velkostatkářská     | II. sbor                                            | ústavověrný velkostatkář |                             |
| Esinger Franz                       | venkovských obcí    | Mikulov, Jaroslavice                                | ústavák                  |                             |
| Frendl Karl                         | měst                | Boskovice, Jevíčko, Konice, Tišnov                  |                          |                             |
| z Fürstenberka Bedřich              | virilista           | olomoucký arcibiskup                                | konz. velkostatkář       |                             |
| Fux Johann                          | měst                | Znojmo                                              | pokrokář                 |                             |
| Ganzwohl Josef                      | venkovských obcí    | Uh. Hradiště, Uh. Ostroh, Strážnice                 |                          |                             |
| Giskra Karl                         | měst                | Brno                                                |                          |                             |
| Gomperz Julius                      | obch. a živn. komor | brněnská komora                                     | pokrokář                 |                             |
| Gromes Franz                        | venkovských obcí    | Mor. Třebová, Svitavy, Jevíčko                      |                          |                             |
| Grossmann Josef                     | měst                | Mor. Ostrava, Místek, Brušperk                      |                          |                             |
| Harasovský z Harasova Filip         | velkostatkářská     | II. sbor                                            |                          |                             |
| Haupt z Buchenrode Leopold Alexandr | velkostatkářská     | II. sbor                                            |                          |                             |
| Helcelet Jan                        | venkovských obcí    | Dačice, Telč, Jemnice                               | staročech                |                             |
| Herberstein Jan Jindřich            | velkostatkářská     | I. sbor                                             |                          |                             |
| Herring Ernst Johann                | velkostatkářská     | II. sbor                                            |                          |                             |
| Honrichs na Wolfswarfennu Kuno      | velkostatkářská     | I. sbor                                             |                          |                             |
| Hopfen Franz von                    | velkostatkářská     | II. sbor                                            | Strana středu            |                             |
| Horecký Ludvík                      | měst                | Holešov, Hulín, Vsetín, Val. Meziříčí               |                          |                             |
| Chlumecký Johann von                | velkostatkářská     | II. sbor                                            | ústavověrný velkostatkář |                             |
| Illek Moritz                        | měst                | Uničov, Rýmařov                                     |                          |                             |
| Jášek Josef                         | venkovských obcí    | Přerov, Kojetín, Kroměříž, Zdounky                  |                          |                             |
| Jelínek Josef                       | měst                | Nové Město, Žďár, Bystřice n. P., Velká Bíteš       |                          |                             |
| Jurajda Michal                      | venkovských obcí    | Val. Meziříčí, Rožnov, Vsetín                       |                          |                             |
| Kafka Josef                         | měst                | Brno (I. okr.)                                      |                          |                             |
| Kálnoky z Köröspataku Béla          | velkostatkářská     | II. sbor                                            |                          |                             |
| Klein von Wiesenberg Albert         | velkostatkářská     | II. sbor                                            |                          |                             |
| Klein von Wiesenberg Franz II.      | velkostatkářská     | II. sbor                                            |                          |                             |
| Kleveta Alois                       | venkovských obcí    | Vyškov, Bučovice, Slavkov                           |                          |                             |
| Kornyšl Josef Eduard                | venkovských obcí    | Hustopeče, Břeclav, Židlochovice, ...               |                          |                             |
| Kozánek Jan                         | venkovských obcí    | Kroměříž, Přerov, Kojetín, Zdounky                  |                          |                             |
| Křepelka Raimund                    | venkovských obcí    | Mor. Ostrava, Místek, Frenštát                      |                          |                             |
| Kübeck z Kübau Maxmilián            | velkostatkářská     | II. sbor                                            |                          |                             |
| Kudielka Wenzel                     | venkovských obcí    | Nový Jičín, Příbor, Fulnek                          |                          |                             |
| Lahner Johann                       | měst                | Mikulov                                             |                          |                             |
| Laminet z Arztheimu Josef           | velkostatkářská     | II. sbor                                            |                          |                             |
| Laudon Ernst                        | velkostatkářská     | II. sbor                                            |                          |                             |
| Leydolt Anton                       | měst                | Dačice, Telč, Slavonice, Jemnice                    |                          |                             |
| Lichtblau Hans                      | venkovských obcí    | Šternberk, Rýmařov, Dvorce                          |                          |                             |
| Machanek Ignaz                      | obch. a živn. komor | olomoucká komora                                    |                          |                             |
| Machanek Max                        | měst                | Dvorce, Libavá, Mor. Beroun, Budišov                |                          |                             |
| Manner Hugo                         | velkostatkářská     | II. sbor                                            |                          |                             |
| Mazzuchelli Johann                  | velkostatkářská     | I. sbor                                             | ústavovrný velkostatkář  |                             |
| Mensdorff-Pouilly Alfons            | velkostatkářská     | II. sbor                                            |                          |                             |
| Mezník Antonín                      | venkovských obcí    | Vel. Meziříčí, Třebíč, Jihlava                      |                          |                             |
| Mitrovský Vladimír                  | velkostatkářská     | II. sbor                                            |                          |                             |
| Mohrweiser Adam                     | velkostatkářská     | II. sbor                                            |                          |                             |
| Nimptsch Josef                      | velkostatkářská     | II. sbor                                            | ústavověrný velkostatkář |                             |
| Oberleithner Eduard                 | venkovských obcí    | Šumperk, Vízenberk, Staré Město                     |                          |                             |
| Podveský František                  | venkovských obcí    | Znojmo, Vranov nad Dyjí, Mor. Budějovice            |                          | volba anulována 22. 8. 1870 |
| Poche Adolf                         | venkovských obcí    | Mor. Krumlov, Náměšť, Hrotovice                     |                          |                             |
| Pražák Alois                        | venkovských obcí    | Boskovice, Blansko, Kunštát                         |                          |                             |
| Preissig Franz                      | měst                | Příbor, Fulnek, Frenštát                            |                          |                             |
| Proskowetz Emanuel von              | obch. a živn. komor | olomoucká komora                                    |                          |                             |
| Přerovský Ignát                     | měst                | Třebíč, Velké Meziříčí                              |                          |                             |
| Ptaczek Karl                        | měst                | Boskovice, Jevíčko, Konice, Tišnov                  |                          |                             |
| Rittler Julius                      | měst                | Mor. Krumlov, Ivančice, Mor. Budějovice, Jaroměřice |                          |                             |
| Schindler z Kunewaldu Bedřich Jiří  | velkostatkářská     | II. sbor                                            |                          | zemřel 10. 7. 1870          |
| Schmidt Anton                       | obch. a živn. komor | olomoucká komora                                    |                          |                             |
| Schneider Ferdinand                 | měst                | Šumperk, Staré Město, Zábřeh                        | pokrokář                 |                             |
| Schrötter Karel Boromejský          | velkostatkářská     | II. sbor                                            | ústavověrný velkostatkář |                             |
| Schubert Josef                      | venkovských obcí    | Zábřeh, Mohelnice, Štíty                            |                          |                             |
| Skene Alfred I.                     | obch. a živn. komor | brněnská komora                                     |                          |                             |
| Skopalík František                  | venkovských obcí    | Holešov, Bystřice p. H., Napajedla                  | staročech                |                             |
| Steinbrecher Bruno                  | měst                | Mohelnice, Loštice, Litovel, Huzová                 |                          |                             |
| Stockau Friedrich                   | velkostatkářská     | II. sbor                                            |                          |                             |
| Strass Karl van der                 | měst                | Nový Jičín, Štramberk                               |                          |                             |
| Sturm Eduard                        | měst                | Jihlava                                             |                          |                             |
| Šrom František Alois                | venkovských obcí    | Uh. Brod, Vizovice, Val. Klobouky, Zlín             |                          |                             |
| Tálský Josef                        | venkovských obcí    | Nové Město, Bystřice n. P., Žďár n. S.              |                          |                             |
| Tersch Emil                         | velkostatkářská     | II. sbor                                            |                          |                             |
| Teuber Josef                        | velkostatkářská     | II. sbor                                            |                          |                             |
| Tomanek Johann                      | měst                | Hustopeč, Hodonín, Slavkov, Dolní Kounice           |                          |                             |
| Turetschek Carl Mauritz             | obch. a živn. komor | brněnská komora                                     |                          |                             |
| Türkheim-Geislern Ludvík            | velkostatkářská     | II. sbor                                            | ústavověrný velkostatkář |                             |
| Ulrich Eduard                       | velkostatkářská     | II. sbor                                            |                          |                             |
| Vaněk Antonín                       | venkovských obcí    | Jihlava, Vel. Meziříčí, Třebíč                      |                          |                             |
| Vodička František                   | venkovských obcí    | Litovel, Konice, Uničov                             |                          |                             |
| Vrba Ignát                          | venkovských obcí    | Olomouc, Prostějov, Plumlov                         |                          |                             |
| Weber František                     | venkovských obcí    | Kyjov, Hodonín, Ždánice                             |                          |                             |
| Weeber August                       | měst                | Olomouc                                             |                          |                             |
| Wenzliczke August                   | venkovských obcí    | Brno                                                |                          |                             |
| Widmann Adalbert                    | velkostatkářská     | II. sbor                                            |                          |                             |
| Widmann-Sedlnitzky Victor           | velkostatkářská     | II. sbor                                            |                          |                             |
| Wurm Ignát                          | měst                | Přerov, Kojetín, Tovačov                            |                          |                             |
| Wurm Josef                          | venkovských obcí    | Hustopeče, Břeclav, Židlochovice, Klobouky u B.     |                          |                             |
| Zaillner Innocenz                   | venkovských obcí    | moravské enklávy                                    |                          |                             |
| Zajíček Jan                         | měst                | Prostějov                                           |                          |                             |
| Zedník Florián                      | venkovských obcí    | Brno, Tišnov, Ivančice                              |                          |                             |